# Демаши, Франсуа
Франсуа Демаши (фр. François Demachy) — французский парфюмер. Бывший главный парфюмер модного дома Christian Dior и других брендов под эгидой LVMH.

## Биография
Родившись в Каннах, Демаши почти всю свою жизнь прожил в Грассе, где у его отца была своя аптека. Он изучал стоматологию, физиотерапию, затем, после работы в Mane, учился в школе парфюмерной компании Charabot.
После пяти лет учёбы в Charabot, Демаши присоединился к Chanel, где был назначен директором по исследованиям и разработкам, сотрудничая одновременно с созданием духов для Chanel, Ungaro, Bourjois и Tiffany. В 2006 году он был назначен директором по развитию подразделения косметики и парфюмерии LVMH и главного бренда Christian Dior. Он также сотрудничает в производстве парфюмерии Fendi и Acqua di Parma, также группой LVMH.
В 2009 году Dior выпустил фланкер к своему основному аромату Miss Dior Chérie под названием Miss Dior Chérie L'Eau, подписанный Демаши. Британский журнал Vogue описал эти духи как искрящийся и характерный цветочный аромат, смешанный с нотами острого, но пряного горького апельсина, гардении и белого мускуса.
В 2011 году Демаши курировал значительные изменения ароматов Miss Dior и Miss Dior Chérie. Miss Dior был переосмыслен Демаши и переименован в Miss Dior Original. Miss Dior Chérie стала называться Miss Dior, и хотя она сохранила аналогичную упаковку, аромат был значительно изменён  Демаши, хотя и с меньшим влиянием, и с тех пор мало похож на оригинальное творение Кристины Нагель с тем же названием. Эти изменения были частью усилий LVMN — владельца Dior, по получению большего контроля над их парфюмерными формулами.
В октябре 2021 года Демаши на посту креативного директора Christian Dior Parfums сменил Франсис Куркджян, ранее работавший с Jean Paul Gaultier и Narciso Rodriguez, а также основавший собственный бренд Maison Francis Kurkdjian, ныне принадлежащий LVMH.

## Ароматы от Демаши

### Dior
- Aqua Fahrenheit (2011)
- Eau sauvage Cologne (2015)
- Eau sauvage Extrême (2010)
- Eau sauvage Fraîcheur Cuir (2007)
- Eau sauvage Parfum (2012)
- Escale to Portofino (2008)
- Dior Homme (2011)
- Dior Oud Ispahan (2012)
- Dior Homme Parfum (2014)
- Dior Homme (2020)
- Fahrenheit 32 (2007)
- Fahrenheit Absolute (2009)
- Hypnotic Poison (2000)
- Midnight Poison (2007)
- Miss Dior Chérie (2008)
- Miss Dior Couture Edition (2011)
- Miss Dior EDP (2017)[3]
- Miss Dior Eau Fraiche (2012)
- Sauvage (2015)
- Fève délicieuse (2018)
- Sauvage Elixir (2021)

### Emilio Pucci
- Miss Pucci (2010)
- Vivara (2007)
- Vivara Silver Edition (2008)

### Tiffany
- Tiffany (1987)[10]